# Наумов, Кондратий Иванович
Кондратий Иванович Наумов (4 октября 1918 — 12 сентября 1944) — советский военный. Участник Великой Отечественной войны. Герой Советского Союза (1944). Гвардии капитан.

## Биография
Кондратий Иванович Наумов родился 4 октября 1918 года в селе Казачинское Киренского уезда Иркутской губернии РСФСР (ныне поселок Казачинско-Ленского района Иркутской области) в семье крестьянина Ивана Тарасовича Наумова. Русский.
По окончании семи классов сельской школы, Кондратий Иванович уехал в Киренск и поступил в педагогическое училище, два курса которого окончил в 1936 году. Затем он устроился стрелком ВОХР водного транспорта. Охранял объекты Красноармейского судоремонтного завода Ленского речного пароходства. Вскоре стал помощником по политической части начальника военизированной охраны Киренского порта.
В конце 1930-х годов по стране прокатилась волна репрессий. Пострадал и К. И. Наумов. 4 ноября 1938 года он был арестован по обвинению в контрреволюционной деятельности. Больше полугода Кондратий Иванович провел в тюрьме, но следователи не добились от него признательных показаний. 23 июня 1939 года К. И. Наумов был осуждён, но тут же дело было прекращено по реабилитирующим обстоятельствам.
В сентябре 1939 году К. И. Наумов был призван Киренским районным военкоматом в ряды Рабоче-крестьянской Красной Армии и направлен в Сызранское танковое училище, которое он окончил в сентябре 1941 года. Сначала Кондратий Иванович служил в училище командиром учебного танкового взвода, затем проходил полугодовую стажировку в запасном танковом полку. В мае 1942 года лейтенант К. И. Наумов был направлен в город Горький, где заканчивалось формирование 10-го танкового корпуса и был назначен командиром взвода 399-го танкового батальона 183-й танковой бригады.
В боях с немецко-фашистскими захватчиками лейтенант К. И. Наумов с июня 1942 года. Воевал на танке Матильда на Западном фронте. С августа 1942 года 10-й танковый корпус действовал в составе 16-й армии и занимал оборону на жиздринском направлении. В ожесточённых боях Кондратий Иванович уничтожил два танка противника. С 14 по 20 августа 1942 года танк Наумова в составе группы капитана И. И. Мишукова стойко оборонял переправу через реку Жиздра у посёлка Восты. Группа из четырёх «Матильд», усиленная одним противотанковым орудием в течение недели отражала до десяти атак танков и пехоты неприятеля, уничтожив при этом 6 тяжёлых немецких танков, 15 средних танков, 2 автомашины с грузами, станковый пулемёт и до 2-х рот пехоты. За отличие в бою Кондратий Иванович был награждён медалью «За отвагу». Здесь же в боях под Сухиничами проявился и его организаторский талант. Он стал командиром танковой роты, а вскоре после присвоения звания старшего лейтенанта был назначен заместителем командира батальона. В целом же действия 10-го танкового корпуса были не слишком успешны. Корпус понёс большие потери, и в конце сентября 1942 года его вывели в резерв для доукокомплектования и перевооружения.
В январе 1943 года танковый корпус, в котором служил старший лейтенант К. И. Наумов, был переброшен на Юго-Западный фронт и вошёл в состав 1-й гвардейской армии. В январе 1943 года Кондратий Иванович участвовал в Острогожско-Россошанской операции, в составе своего подразделения освобождал Старобельск. Затем корпус был подчинён 40-й армии Воронежского фронта и участвовал операции «Скачок». В боях корпус вновь понёс тяжёлые потери и был выведен в тыл. К лету 1943 года К. И. Наумов был произведён в капитаны и назначен на должность заместителя командира танкового батальона. После доукомплектования он вернулся в состав 40-й армии и летом 1943 года принимал участие в Курской стратегической оборонительной операции, а затем в операции «Румянцев». В ходе боёв на Курской дуге капитан К. И. Наумов командовал группами танков бригады, которые бросались в бой на самых трудных участках фронта. Действуя тактически грамотно и умело маневрируя, капитан Наумов неоднократно переламывал ход боя и наносил противнику большой урон. 14 июля 1943 года из строя вышел командир батальона, и Кондратий Иванович принял командование батальоном на себя. В период с 14 июля по 10 августа батальон под его руководством освободил десятки населённых пунктов, уничтожив при этом 4 немецких танка, 7 самоходных артиллерийских установки, 14 автомашин с военными грузами, 11 артиллерийских орудий различного калибра, 19 миномётов, 2 склада с боеприпасами и до 460 солдат и офицеров противника. В результате стремительных маневров танкисты Наумова захватили в качестве трофеев 15 бронемашин и бронетранспортёров, 11 грузовых, 3 легковых и 2 штабных машины, 17 мотоциклов, а также отбили захваченный и переоборудованный немцами танк Т-70. 18 августа 1943 года капитан Наумов был ранен, но быстро вернулся в строй. Когда 27 августа в ходе начавшегося наступления в Левобережной Украине из строя вышел командир танковой роты, Кондратий Иванович, не считаясь со своей должностью, взял командование ею на себя. Лично ведя роту в бой, он своим примером вдохновлял танкистов на выполнение поставленных боевых задач. Во время Сумско-Прилукской операции он лично уничтожил 2 танка, 1 САУ, 3 пушки, 4 миномёта и до 70 солдат и офицеров вермахта. За отличие в боях Кондратий Иванович был удостоен Ордена Отечественной войны 2 степени. В ноябре 1943 года 10-й танковый корпус участвовал в Киевской наступательной операции, после завершения которой был выведен в резерв Ставки Верховного Главнокомандования. В декабре 1943 года К. И. Наумова направили на трёхмесячные курсы в Ленинградскую ордена Ленина Краснознамённую высшую офицерскую школу бронетанковых и механизированных войск.
Успешно окончив программу обучения командиров танковых батальонов, капитан К. И. Наумов в апреле 1944 года получил назначение в 1-й гвардейский танковый корпус 1-го Белорусского фронта, где принял под командование 2-й батальон 15-й гвардейской танковой бригады. 23 июня 1944 года началась Белорусская стратегическая наступательная операция, завершившаяся освобождением Белоруссии. В рамках операции «Багратион» батальон гвардии капитана К. И. Наумова особо отличился в Бобруйской фронтовой наступательной операции.
24 июня 1944 года после мощной артиллерийской подготовки танки 15-й гвардейской танковой бригады с автоматчиками на броне преодолели по заранее уложенным гатям заболоченные участки, и развернувшись в боевые порядки, начали наступление на опорный пункт немецкой обороны Чёрные Броды. Враг оказывал ожесточённое сопротивление, защищая свою базу снабжения, но 25 июня 1944 года 5 танков 2-го батальона бригады, ведомые гвардии капитаном Наумовым, ворвались на станцию Чёрные Броды, и уничтожив 2 противотанковых орудия, 1 самоходную пушку и до 30 немецких солдат, вступили в перестрелку с вражеским бронепоездом. В ходе артиллерийской дуэли противнику удалось поджечь танк гвардии Д. Е. Комарова и тогда танкист огненным тараном опрокинул немецкий бронепоезд, решив таким образом исход боя. На станции танкисты захватили эшелон с продовольствием и несколько крупных складов с боеприпасами. На рассвете 27 июня 1944 года гвардии капитан К. И. Наумов, командуя группой танков, ворвался в населённый пункт Еловики в пригороде Бобруйска и освободил его от противника, уничтожив при этом склад с боеприпасами, один вражеский танк и 7 солдат противника. Умело маневрируя под огнём врага, он вывел свои танки на высоту 170,2, и открыв ураганный огонь по позициям немцев, расчистил бригаде путь на Бобруйск. Ранним утром батальон гвардии капитана К. И. Наумова первым ворвался на северо-западную окраину Бобруйска. Немцы, ведя ураганный огонь, сумели отсечь автоматчиков от танков, но Кондратий Иванович, покинув танк, заставил пехоту подняться. Действуя совместно, автоматчики и танкисты двинулись к центру города, уничтожая живую силу и технику противника. В центральных районах города им удалось настигнуть и расстрелять автоколонну отступающего противника, уничтожив при этом до 30 машин. В боях за Бобруйск гвардии капитан К. И. Наумов лично уничтожил 3 САУ, 3 машины с пехотой, зенитную крупнокалиберную пушку и трёх фаустников. 1 июля 1944 года, уже в ходе Минской фронтовой наступательной операции, К. И. Наумов с двумя танками, обойдя противника с тыла, ворвался на станцию Талька и уничтожил 2 САУ и 2 самоходки захватил в качестве трофеев. В бою за станцию Кондратий Иванович был тяжело ранен, но продолжал командовать батальоном до конца боя.
За образцовое выполнение боевых заданий командования на фронте борьбы с немецкими захватчиками и проявленные при этом отвагу и геройство указом Президиума Верховного Совета СССР от 22 августа 1944 года гвардии капитану Наумову Кондратию Ивановичу было присвоено звание Героя Советского Союза.
Наступление Красной Армии продолжалось, и Кондратий Иванович не мог долго оставаться на больничной койке. Ещё до конца не оправившись от ранения, он вернулся в часть. Завершив разгром немецкой группировки к концу августа 1944 года, советские войска вышли к государственной границе СССР. В начале сентября они вступили на территорию Польши. 5 сентября 1944 года 1-й гвардейский танковый корпус генерал-майора М. Ф. Панова форсировал реку Нарев в районе города Пултуска. Начались жестокие бои за Пултусский плацдарм, в ходе которых танк гвардии капитана К. И. Наумова был подбит. Тяжело раненого комбата срочно эвакуировали в госпиталь в Речице, но спасти его не удалось. 12 сентября 1944 года Кондратий Иванович от полученных ранений скончался. Похоронили его в братской могиле прямо во дворе больницы. Впоследствии останки воинов были перенесены на Андреевское кладбище.

## Награды и звания
- Звание Герой Советского Союза (указ Президиума Верховного Совета СССР от 22 августа 1944 года):
  - Медаль «Золотая Звезда»
  - орден Ленина
- Орден Отечественной войны II степени (приказ Военного совета 40-й армии № 018/н от 8 декабря 1943 года).
- Медали, в том числе:
- медаль «За отвагу» (приказ Военного совета 16-й армии № 0669 от 6 сентября 1942 года).

## Память
Именем Героя Советского Союза К. И. Наумова названы улицы в городах Бобруйск и Речица Республики Беларусь, а также сухогрузный теплоход река-море Ленского объединенного речного пароходства. Стелла с барельефом К. И. Наумова установлена на Аллее Героев в городе Речица.

## Документы
- Общедоступный электронный банк документов «Подвиг Народа в Великой Отечественной войне 1941—1945 гг.» Дата обращения: 1 июня 2013. Архивировано из оригинала 13 марта 2012 года.

Герой Советского Союза. Дата обращения: 1 июня 2013. Архивировано 1 июня 2013 года.
Орден Отечественной войны 2-й степени. Дата обращения: 1 июня 2013. Архивировано 1 июня 2013 года.
Медаль «За отвагу». Дата обращения: 1 июня 2013. Архивировано 1 июня 2013 года.
- Обобщенный банк данных «Мемориал». Дата обращения: 1 июня 2013. Архивировано из оригинала 10 мая 2012 года.

ЦАМО, ф. 33, оп. 11458, д. 406.
ЦАМО, ф. 33, оп. 11458, д. 265.
Информация из списка захоронения З375-553.
Учётная карточка захоронения З375-553.
Схема захоронения З375-553.
- Список реабилитированных жертв политических репрессий, подготовленный Прокуратурой Республики Саха (Якутия). Дата обращения: 1 июня 2013. Архивировано из оригинала 6 июля 2013 года.